# Грэммер, Спенсер
Спенсер Карен Грэммер-Хескет (англ. Spencer Karen Grammer-Hesketh; род. 9 октября 1983, Лос-Анджелес, Калифорния) — американская актриса, наиболее известная озвучиванием Саммер Смит в сериале Рик и Морти а также ролью Кейси Картрайт в сериале Университет (2007—2011).

## Биография
Родилась в семье актёра Келси Грэммера и преподавательницы танцев Дорин Олдермэн в Лос-Анджелесе. Своё имя она получила в честь своей тёти Карен Спенсер Грэммер, родной сестры её отца, которая была изнасилована и убита за 8 лет до рождения племянницы.
У Спенсер нет родных братьев и сестёр, но есть четверо младших братьев и сестёр по отцу: Кэндес Грир, Мейсон Оливия, Джуд Гордон и Фейт Эванджелин Элиза.
С детства Спенсер любит животных и она хотела стать зоологом. Училась в школе искусств округа Лос-Анджелес, а также изучала историю искусств в манхэттенском колледже Мэримаунт.

## Карьера
В 7 лет снялась в рекламе детской одежды. На телевидении впервые появилась в телешоу своего отца.
Позже получила роль в американском сериале «Как вращается мир», который шёл на экранах с 1956 по 2010 год. Также известна по роли Кейси Картрайт в сериале «Университет». Героиня актрисы — чрезвычайно активная девушка, президент студенческого братства, увлеченная политикой, замешанная в сложный любовный треугольник.
В 2013 году должно выйти два фильма с участием Спенсер — «Вместо цветов», где она играет Рэйчел, и «2 Br/1 Ba», где она играет Ди.

## Личная жизнь
С 11 февраля 2011 года Спенсер замужем за Джеймсом Хескетом, с которым она встречалась 5 лет до их свадьбы. 10 октября 2011 года у супругов родился сын Эмметт Эммануэль Хескет. 30 ноября 2017 года стало известно, что Хескет подал на развод с Грэммер.
Спенсер признаётся, что её интересы — живопись, фотография, йога, японская кухня, старые фильмы, членство в Лос-Анджелесском музее современного искусства (LACMA).

## Фильмография
| Год          |     | Русское название                    | Оригинальное название             | Роль              |
| ------------ | --- | ----------------------------------- | --------------------------------- | ----------------- |
| 1992         | с   | Весёлая компания                    | Cheers                            | маленькая девочка |
| 2005         | с   | Джонни Зиро                         | Jonny Zero                        | Дора              |
| 2005         | с   | Третья смена                        | Third Watch                       | Кимми Хейнс       |
| 2004—2005    | с   | Клубная раздевалка                  | Clubhouse                         | Шейла             |
| 2006         | с   | Закон и порядок: Специальный корпус | Law & Order: Special Victims Unit | Кети              |
| 2006         | с   | Дневники Бедфорда                   | The Bedford Diaries               | одноклассница Ли  |
| 2006         | кор |                                     | The Path of Most Resistance       | благоразумная     |
| 2006         | с   | Шестеро                             | Six Degrees                       | Нэнни             |
| 2006         | ф   | Прекрасный Огайо                    | Beautiful Ohio                    | Карлин            |
| 2006         | с   | Как вращается мир                   | As the World Turns                | Люси Монтгомери   |
| 2007         | ф   | Падение                             | Descent                           | Стефани           |
| 2009         | мф  | Робоцып                             | Robot Chicken                     | Атлантис / Мать   |
| 2007—2011    | с   | Университет                         | Greek                             | Кейси Картрайт    |
| 2012         | с   | C.S.I.: Место преступления Нью-Йорк | CSI: NY                           | Ким Барнетт       |
| 2013         | ф   | Вместо цветов                       | In Lieu of Flowers                | Рэйчел            |
| 2013         | с   | Айронсайд                           | Ironside                          | Холли             |
| 2014         | тф  |                                     | Saint Francis                     | Хизер             |
| 2014         | ф   | Пропавший Уильям                    | Missing William                   | Джилл             |
| 2014         | с   | Дорогой доктор                      | Royal Pains                       | Эшли              |
| 2015         | ф   | Вне рая                             | Beyond Paradise                   | Рэйчел            |
| 2014—2015    | с   | Полиция Чикаго                      | Chicago P.D.                      | Джен Кэссиди      |
| 2015         | в   | Требуется сосед                     | Roommate Wanted                   | Ди                |
| 2015         | с   | Мистер Робинсон                     | Mr. Robinson                      | Эшли Феллоуз      |
| 2013 — н. в. | мс  | Рик и Морти                         | Rick and Morty                    | Саммер Смит       |
| 2015         | ф   | Бун: Охотник за головами            | Boone: The Bounty Hunter          | Кэт               |